# Holzerbach (Oichten)
Der Holzerbach, im Oberlauf auch Holzerbachgraben, ist ein kleiner Bachlauf, der an der Grenze zwischen dem Bezirk Braunau und Flachgau verläuft. Er ist ein linker Nebenbach der Oichten.

## Geographie

### Verlauf
Der Holzerbach entspringt als Holzerbachgraben nördlich des Weilers Krispelstätt (Gemeinde Berndorf bei Salzburg) und vereinigt sich hier aus mehreren kleinen Gräben. Anfangs fließt der Bach nach Norden und passiert die Ortschaft Baumgarten (Gemeinde Berndorf bei Salzburg) in westlicher Richtung. Der Bach überquert nun die Grenze zwischen Oberösterreich und Salzburg und tritt in den oberösterreichischen Bezirk Braunau ein. Der Holzerbachgraben fließt weiterhin nach Norden und überquert schließlich wieder die Grenze zwischen Oberösterreich und Salzburg. Zwischen Durchham (Gemeinde Nußdorf am Haunsberg) und Liersching (Gemeinde Nußdorf am Haunsberg) nimmt der Holzerbachgraben von rechts den von Stockach (Gemeinde Perwang am Grabensee) kommenden Stockachgraben auf. Ab dessen Einmündung wird der Bach als Holzerbach bezeichnet. Der Bach macht nun einen Bogen nach Westen und tritt hierbei in die Oichtenriede ein. Auf seinen letzten 500 Metern durchquert der Holzerbach die Oichtenriede geradlinig in Richtung Westen und mündet dann schließlich von links in die Oichten. Er zählt zu den größeren Zubringern der Oichten und ist einer der wenigen Nebenflüsse, die über das ganze Jahr Wasser führen.

### Zuflüsse
Einziger nennenswerter Nebenfluss ist der Stockachgraben, der etwas unterhalb von Stockach (Gemeinde Perwang am Grabensee) entspringt. Zusätzlich gibt es noch einen weiteren namenlosen Graben, der dem Holzerbach im Oberlauf, nahe dem Weiler Baumgarten (Gemeinde Berndorf bei Salzburg), von rechts zufließt. Sowohl Stockachgraben als auch der Graben nahe Baumgarten (Gemeinde Berndorf bei Salzburg) sind jedoch periodische Gewässer und führen nicht über das ganze Jahr Wasser.